# Julia Kourotchkina
Julia Alexandrovna Kourotchkina  (10 de agosto de 1974, Scherbinka) é uma modelo e rainha da beleza da Rússia que venceu o concurso Miss Mundo 1992.
Ela foi a primeira de seu país a vencer este concurso, bem como a vencer um grande concurso internacional, entre os quais estão também o Miss Universo e o Miss Internacional. 
Ela é também chamada Yuliya Aleksandrovna Kurochkina (em russo: Юлия Александровна Курочкина). 

## Biografia
Segundo o Kak Prosto, Julia era de uma família russa comum, que morava em Shcherbinka, perto de Moscou. Seu pai trabalhava numa gráfica e sua mãe numa loja que vendia peles. Foi boa aluna, segundo a publicação, e após o Ensino Médio estudou no Instituto Econômico e Financeiro de Moscou. Segundo o Kak Prosto também, ela teria começado a modelar aos 14 anos. "Era uma menina esbelta", escreveu a publicação. Segundo o Zen Yandex, ela foi notada pelos organizadores do Miss Rússia enquanto modelava, quando já tinha 18 anos de idade.  

## Participação em concursos de beleza

### Miss Rússia
Julia foi convidada pelos organizadores do Miss Rússia para representar o país no Miss Mundo. "Sem castings e competições classificatórias. O risco valeu a pena." escreveu o Wday em novembro de 2017. 

### Miss Mundo
Em 12 dezembro de 1992, em  Sun City, na África do Sul, Julia derrotou outras 82 concorrentes e venceu o Miss Mundo 1992. 

## Vida após os concursos
Após os concursos, Julia abandonou a carreira de modelo e de figura pública e voltou para sua cidade, Shcherbinka, onde trabalha numa agência de viagens, casou e teve uma filha, chamada Katya.   

## Curiosidade
Julia foi a última Miss Mundo a receber também o cetro. Depois dela as vencedoras passaram a receber apenas a faixa e a coroa. 